# Hypochnicium cremicolor
Hypochnicium cremicolor är en svampart som först beskrevs av Giacopo Bresàdola, och fick sitt nu gällande namn av H. Nilsson & Hallenb. 2003. Hypochnicium cremicolor ingår i släktet Hypochnicium och familjen Meruliaceae.  Arten är reproducerande i Sverige. Inga underarter finns listade i Catalogue of Life.